# ヴァンデルレイ・ジアス・マリーニョ
デルレイ（Derley）ことヴァンデルレイ・ジアス・マリーニョ（ポルトガル語: Vanderley Dias Marinho、1987年12月29日 - ）は、ブラジルのサッカー選手。ポジションはFW。

## クラブ歴
マラニョン州サン・ルイス生まれ。若い時は国内下部リーグのクラブを転々としていた。
2013年6月25日にCSマリティモと4年契約を締結。プリメイラ・リーガで16得点を記録し、スポルティング・クルーベ・デ・ポルトゥガルやSLベンフィカといった強豪クラブからも興味を持たれる存在になり上がった。
2014年7月16日にベンフィカと4年契約を締結。8月10日にスーペルタッサでデビューしタイトルを獲得、リーグでも10月5日には初得点を記録した。しかし翌年はジエゴ・ロペスとともにカイセリスポルに期限付き移籍送りとなった。さらに翌年は買取オプションつきでチアパスFCに期限付き移籍となったが、買取も為されなかった。結局、CDアヴェスに完全移籍となった。
2019年にタイ・リーグ1のムアントン・ユナイテッドFCに完全移籍した。2021年に同リーグのラーチャブリーFCに完全移籍。